# Austrothaumalea spatulata
Austrothaumalea spatulata är en tvåvingeart som beskrevs av Schmid 1970. Austrothaumalea spatulata ingår i släktet Austrothaumalea och familjen mätarmyggor. Inga underarter finns listade.